# 케니 로저스 (야구 선수)
케네스 스콧 로저스(Kenneth Scott Rogers, 1964년 11월 10일 ~ )는 미국의 전 프로 야구 좌완 투수이다. 메이저 리그 베이스볼(MLB) 팀 텍사스 레인저스, 뉴욕 양키스, 오클랜드 애슬레틱스, 뉴욕 메츠, 미네소타 트윈스, 디트로이트 타이거스에서 모두 20시즌을 뛰었다.